# Vittore e Corona
Vittore (Cilicia, ... – Alessandretta, 14 maggio 171) e  
Corona, o Incoronata o, in greco, Stephania (Alessandretta, ... – Alessandretta, 14 maggio 171), sono stati due cristiani che subirono il martirio nel II secolo in Siria. Sono ricordati nel Martirologio romano il 14 maggio.

## Agiografia
Secondo la tradizione, Vittore era un legionario cristiano proveniente dalla Cilicia (regione dell'antica Asia Minore), di stanza in Egitto ai tempi dell'imperatore romano Marco Aurelio. Alcune fonti lo indicano, invece, proveniente da Ocriculum (l'odierna Otricoli), mentre secondo altre sarebbe romano o di Feltre.
Per via della non rinnegata professione pubblica della sua fede, fu denunciato come cristiano al tribunale del prefetto romano Sebastiano e quindi condannato a morte nell'anno 168 o 171, non prima di subire atroci torture. Secondo la tradizione, infatti, «gli furono spezzate tutte le giunture del corpo; fu gettato e lasciato per tre giorni in una fornace ardente; un mago gli mise per due volte nel cibo un potentissimo veleno [...]; gli fu versato olio bollente in bocca e su tutta la persona; fu disteso sull'aculeo e gli furono bruciate le carni nude con fiaccole; gli fu messa in bocca calce viva mista ad aceto; fu accecato con acute punte, poi gli furono strappati gli occhi; fu sospeso dall'alto con il capo in giù per tre giorni; fu scorticato vivo».

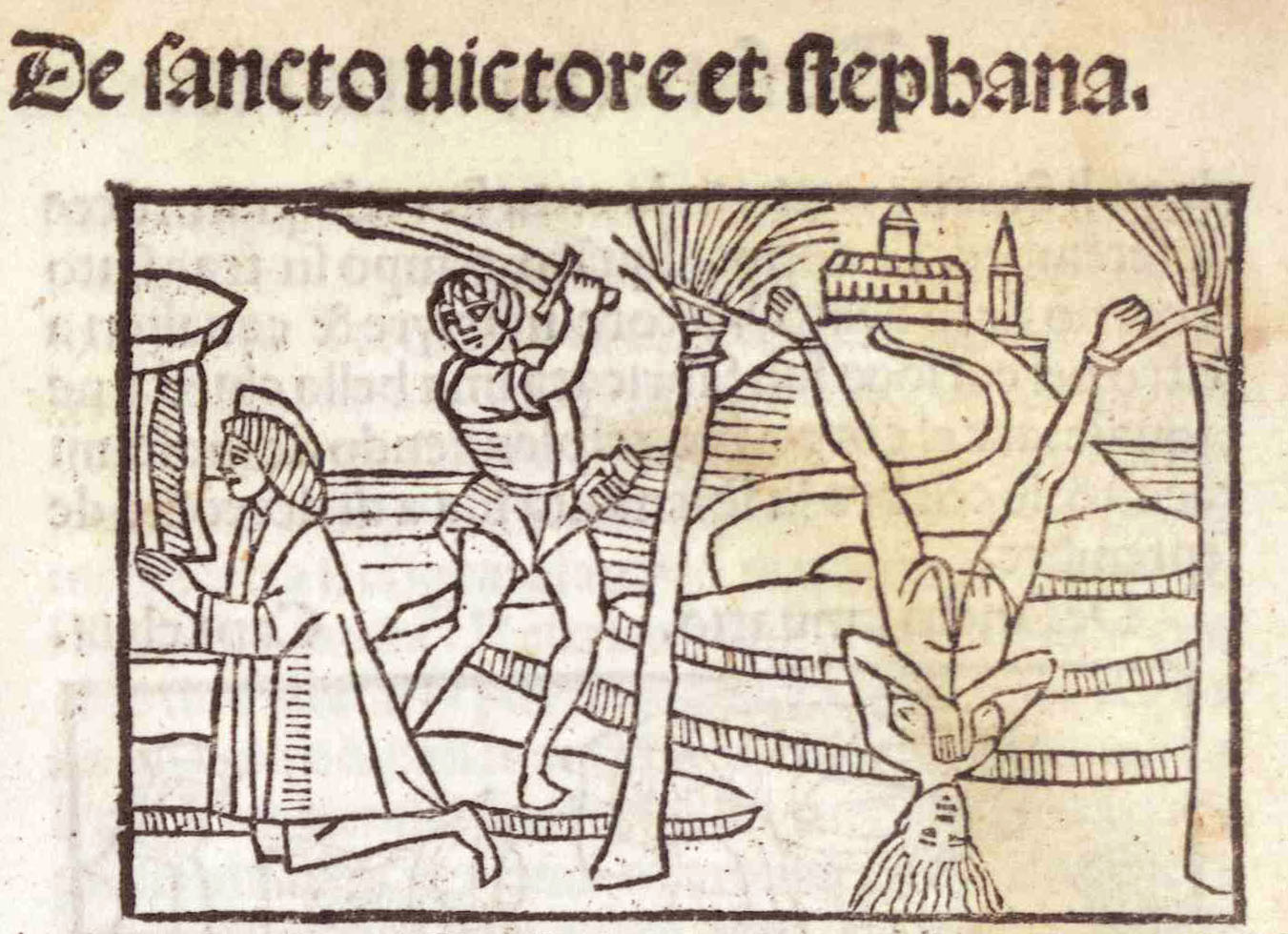
Il martirio di Vittore e Corona nella Legenda Aurea (1497)

Corona sarebbe stata invece la moglie non ancora sedicenne di un compagno d'armi di Vittore; di fronte all'eroismo dimostrato da Vittore mentre subiva i supplizi da parte dei pagani, lei lo avrebbe incoraggiato a resistere dicendogli di vedere due corone scendere dal cielo, una per Vittore e l'altra per sé. Questa fu la causa che la portò ad essere arrestata e, dopo un breve interrogatorio, condannata anch'essa ad un crudele martirio: fu legata per i piedi alla cima di due palme piegate che, raddrizzandosi, ne causarono lo squartamento. Vittore, in seguito, dopo i ripetuti supplizi subìti, venne invece decapitato. Secondo la tradizione dalla ferita sarebbe sgorgato sangue mescolato a latte; molti dei presenti si convertirono alla vista del miracolo e intinsero dei panni nel latte per conservare una reliquia del martire.

## Culto

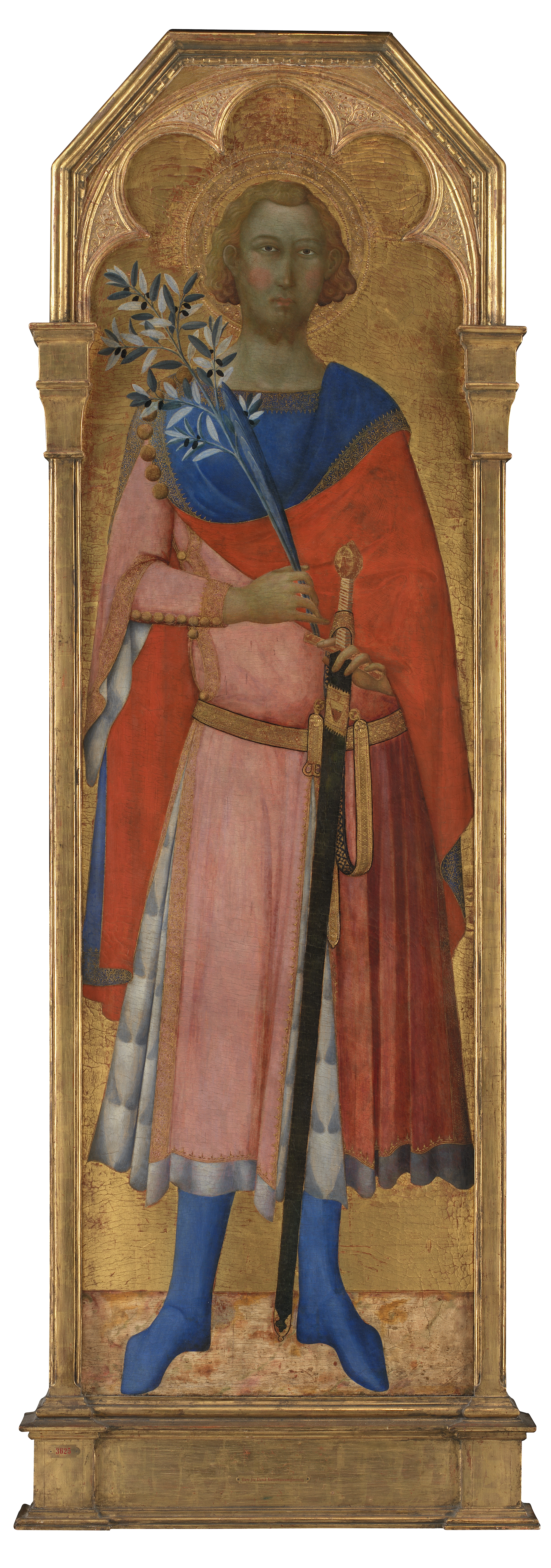
San Vittore

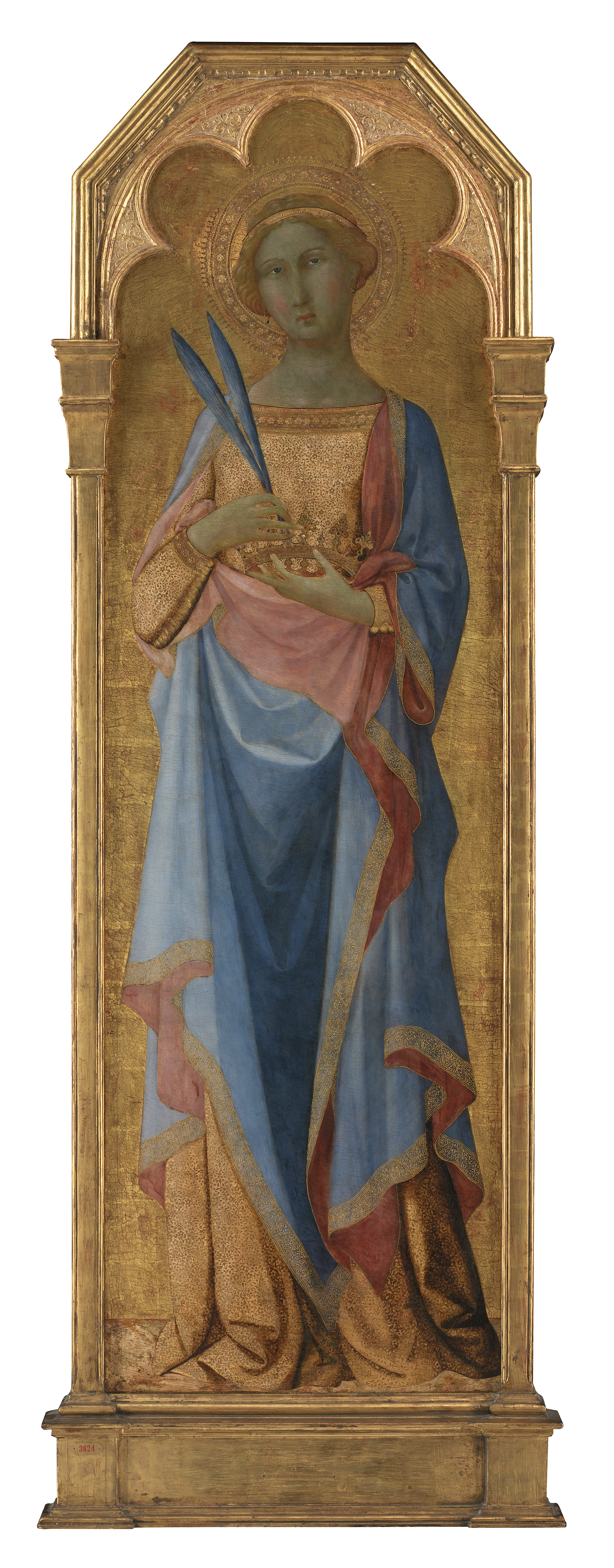
Santa Corona

Furono riportati nel martirologio geronimiano il 14 maggio e da qui sono stati recepiti nel Martirologio Romano alla stessa data: "In Siria, santi Vittore e Corona, martiri, che subirono insieme il martirio."
In realtà, potrebbe trattarsi di due santi anonimi, che furono venerati con i nomi riferiti alla "vittoria" della fede sulla persecuzione e alla "corona del martirio", ricordati due volte nei martirologi: il 1º aprile come Vittore e Stefania e il 14 maggio come Vittore e Corona.
I santi Vittore e Corona sono patroni di Otricoli, Feltre, Castelfidardo, Rivalta di Torino, Castelminio di Resana, Canepina, Monte Romano, Vallerano e della diocesi di Belluno-Feltre.

### Nella diocesi di Belluno-Feltre
Secondo la tradizione i corpi dei due santi sarebbero giunti a Feltre nel IX secolo; qui, sul monte Miesna, tra il 1096 e il 1101 fu eretto un santuario in loro onore.
Un'iscrizione in latino di dodici righe su una tavoletta plumbea, rinvenuta nella tomba attribuita ai martiri in occasione di una ricognizione del 19 maggio 1943, dice «Anno CCV ab incarnato Verbo sub Antonino C(aesari) corpora s(an)c(t)or(um) mart(yrum) Victoris et Coron(a)e transvecta s(un)t a Theodoro mart(yre) et a me indigno Solino e[pis(copo) u]rbis Ceroni(a)e hic recondita s(un)t sub die XVIII sept(embris) in XRO IHV» ovvero «Nell'anno 205 dalla nascita di Cristo, sotto Antonino Cesare, i corpi dei santi martiri Vittore e Corona furono trasportati dal martire Teodoro e da me indegno Solino, vescovo di Ceronia, composti in Gesù Cristo il 18 settembre». Il testo si riferisce ad una prima traslazione dei corpi via mare, che sarebbe stata compiuta da san Teodoro di Nicomedia nel 205, che le portò a Ceronia (Cipro), e ad una seconda deposizione compiuta circa quattro secoli dopo dal vescovo della città di Ceronia, Solino.
Dal 13 maggio 2011 al maggio 2012 il cranio di san Vittore, custodito a Praga insieme ad un braccio di santa Corona, è stato venerato nel santuario in occasione del giubileo vittoriano.

### A Osimo
Secondo alcune fonti, i corpi dei santi Vittore e Corona sarebbero stati sbarcati al porto di Numana, nelle Marche, pochi anni dopo il loro martirio, assieme al corpo di san Filippo. Nel 1193 i resti furono traslati nella vicina città di Osimo (dopo aver brevemente sostato a Castelfidardo, dove viene custodito un braccio), divenendo da allora i patroni della città, almeno fino al 1967, quando nuovo patrono della città divenne san Giuseppe da Copertino. Nascoste per terrore di una profanazione saracena, le reliquie dei due martiri furono riesumate solo nel 1432. Nel 1662 il vescovo Antonio Bichi fece una ricognizione nei sarcofagi posti nella cripta del duomo di Osimo.
Del culto di san Vittore ad Osimo esiste testimonianza scritta già negli statuti dal XIV secolo fino al XVIII secolo. Al patrono san Vittore era pure dedicata una grande fiera, della durata anche di quindici giorni a seconda dei periodi storici, fissata a ridosso del 14 maggio.
Infine, ai festeggiamenti di san Vittore era legata la tradizione del carro e della Lizza del Moro (torneo cavalleresco), entrambe tradizioni finite con l'avvento napoleonico.

### A Otricoli
Secondo altre fonti ed un'antica tradizione locale, san Vittore sarebbe stato cittadino di Ocriculum. Nel 171 i suoi commilitoni l'avrebbero riportato in patria, risalendo in barca il fiume Tevere, e il suo corpo sarebbe stato nascosto in un piccolo ipogeo vicino al fiume stesso.
Successivamente, nel 540, il vescovo di Otricoli Fulgenzio avrebbe riscoperto il nascondiglio in cui il corpo era stato nascosto, trasportandolo quindi all'altare maggiore della cattedrale, dedicata al medesimo santo.
In seguito alla definitiva distruzione di Ocriculum per mano dei Longobardi (avvenuta probabilmente nell'anno 601), la popolazione abbandonò la città costruita sulla pianura del Tevere e si spostò sulle colline circostanti (forse nel sito dell'abitato pre-romano), dando origine all'odierna città di Otricoli.
Nel 1351 il vescovo di Narni fece trasportare il corpo di san Vittore dalla chiesa ormai in rovina sul Tevere alla chiesa collegiata di Santa Maria Assunta in Otricoli, dove fu anche trasportata l'antica iscrizione dedicatoria apposta dal vescovo Fulgenzio.

### Studi sui corpi dei santi
Studi condotti dall'Università di Padova hanno rivelato che i corpi custoditi a Feltre apparterrebbero realmente ad individui nati attorno al secondo secolo e vissuti in oriente. Si è potuto affermare ciò grazie al ritrovamento di pollini del genere Cedrus, tipici di questa zona geografica.